# Förbundsrepubliken Jugoslavien
Förbundsrepubliken Jugoslavien (serbiska: Савезна Република Југославија/Savezna Republika Jugoslavija), ibland kallat Restjugoslavien, var namnet på en statsbildning på Balkan mellan 1992 och 2003.
Staten omfattade republikerna Serbien och Montenegro från den före detta Socialistiska federativa republiken Jugoslavien.

## Bilder

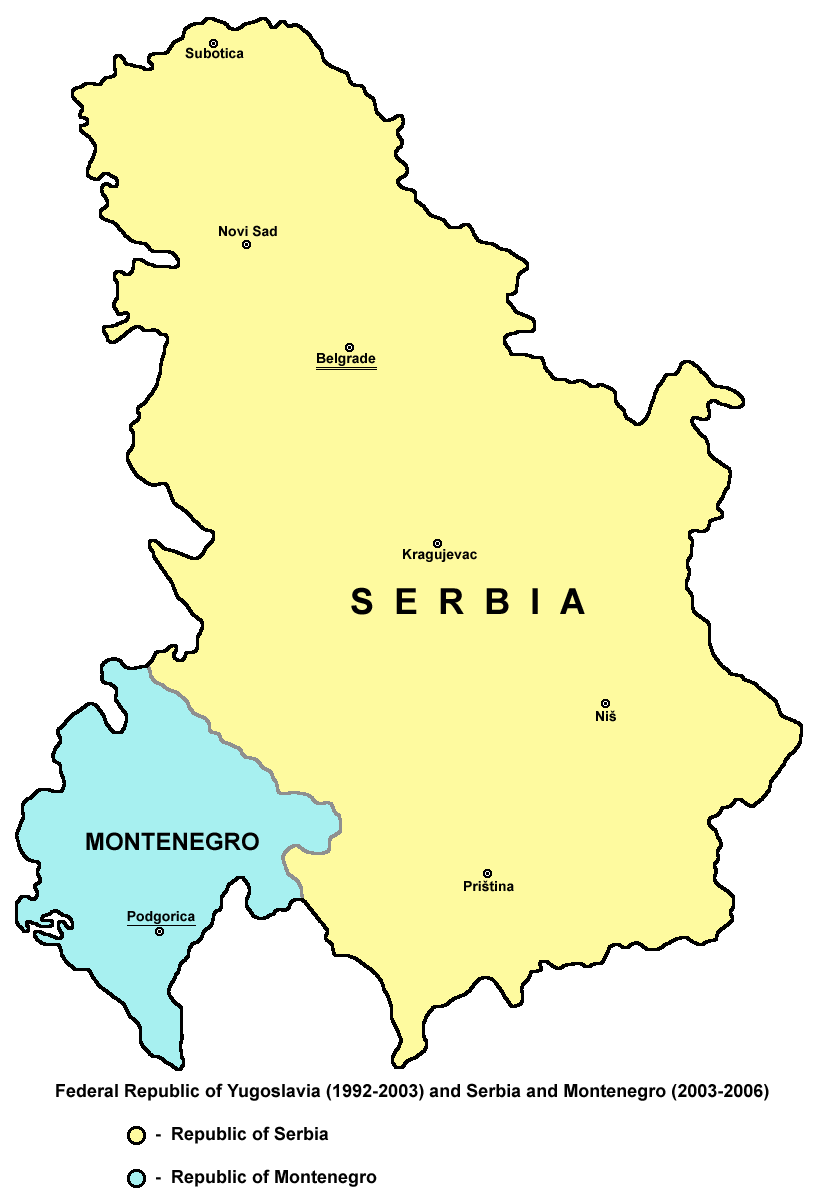
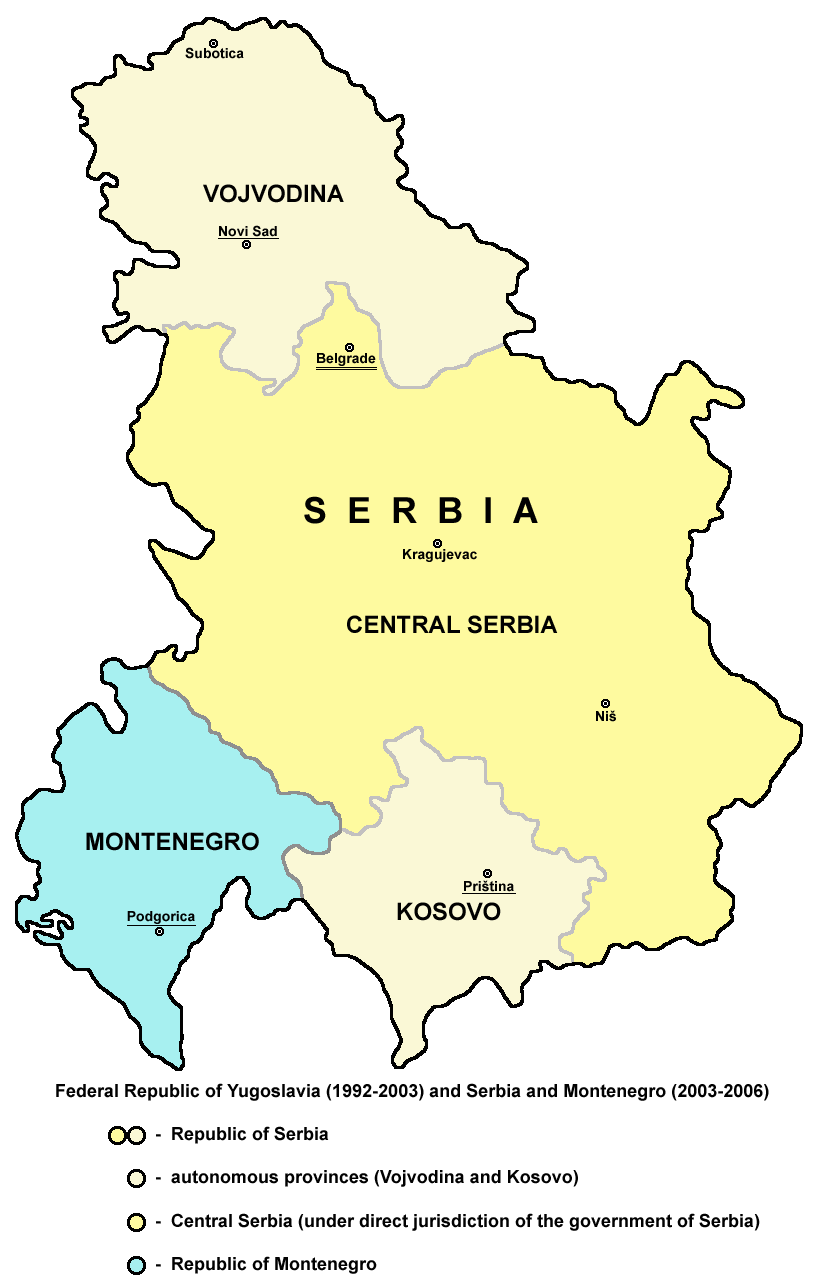

## Historia
Förbundsrepubliken Jugoslavien skapades efter att övriga fyra republiker bröt sig ut under ökande etniska spänningar. 2003 ombildades Förbundsrepubliken Jugoslavien till konfederationen Serbien och Montenegro, vilken existerade till 2006.